# Константин Меркушинський
Константи́н Мерку́шинський (1896, Єкатеринбург — † 1918 с. Меркушино, Росія) — священник Російської православної церкви з с.Меркушено Верхотурського уїзду (сучасна Свердловська обл.), російський новомученик і святий.
Народився 1896 році в сім'ї диякона Успенської церкви м. Єкатеринбурга Стефана Богоявленського, який при хрещенні був названий Константином.
Закінчивши семінарію в квітні 1917 р., отець Константин негайно відправився до місця свого служіння. В травні цього року в метричній книзі Михайло-Архангельської церкви с. Меркушино вже з'являються записи, зроблені рукою молодого батюшки (наприклад, про звершення хрещення дітей).

## Розстріл та мученицька кончина
В липні 1918 року «було організовано повстання проти радянської влади. Повстанням було охоплено сім волостей: Меркушинська, Красногорська, Дерябинська, Отрадновська і три волості Махневські. А третього липня організували похід на Верхотур'я, в якому брало участь все — населення, хто зі сокирою хто просто без всього».
Після придушення бунта по всьому Верхотурському уїзді пройшла хвиля розправ. В тому числі в с. Меркушино було здійснено «показовий» (за словам місцевих жителів) розстріл священика і старости храму. Коли їх вели з церкви на місце страти, за сільське кладовище, о. Константин йшов і всю дорогу сам себе відспівував. Їх заставили рити собі могилу, а потім на виду примусово зібраних селян розстріляли.

## Несподіване виявлення нетлінного тіла святого у 2002 році
31 травня 2002 року у звичайний робочий день, в селі Меркушино відновлювали зруйнований в 1931 році Михайло-Архангельський храм. І раптом — несподівана знахідка: на майданчику, який розчищали від будівельного сміття, була зачеплена могила, кришка гробу зрушилася, і на очі спостерігачів були явлені нетлінні залишки в священицькому одязі, поруч з ними лежало невелике Євангеліє в металічному окладі. На землі, де 200 з чимось років тому православні люди отримали мощі святого праведного Симеона Верхотурського, другий раз через три століття були віднайдені нетлінні залишки.

## Джерело
- Жизнеописание священномученика Константина Меркушинского [Архівовано 27 вересня 2009 у Wayback Machine.] (рос.)
- Священномученик Константин Меркушинский [недоступне посилання з Жовтень 2017 — історія]
- «Это же мощи! Это святой!»  (рос.)